# Котобуки (сёги)

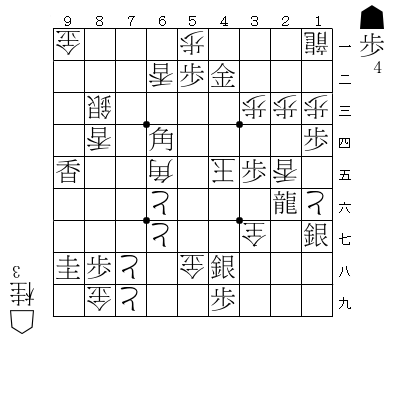
Ито Кандзю. Цумэ в 611 ходов.

Котобуки (с яп. — «долговечность») — один из жанров задач Цумэ-сёги, автор — Ито Кандзю.
В 1755 году он представил сёгунату Эдо коллекцию задач сёги под названием «Сёги Дзуко». Эта коллекция содержит ровно сто работ и в предисловии к сборнику пишется, что Ито Кандзю, с детства демонстрировавший феноменальные способности, составил именно эту задачу в возрасте 13 лет, т.е. в 1732 году. «Котобуки» — последняя задача из сборника, идущая под номером 100. Чрезвычайно большое число ходов, требуемых для постановки мата (611) было поразительным числом в то время, и эта задача удерживала рекорд по самому большому числу ходов в цумэ-сёги целых два века, пока он не был побит в 1955 году задачей Юкио Окудзоно, в которой мат достигался за 873 хода. С 1995 года рекорд принадлежит Кодзи Хасимото, составившего задачу Микрокосмос, где мат достигается за 1525 ходов.